# Kevin Misher
Kevin Michael Misher (* 1965 in Queens, New York) ist ein US-amerikanischer Filmproduzent.

## Leben
Misher wurde in Queens geboren und wuchs dort auf. Er machte seinen Abschluss bei der University of Pennsylvania’s Wharton School of Business. Anschließend arbeitete er in New York für die Unterhaltungsindustrie als Finanzanalyst der Geschäftsführung bei HBO. Als er nach Los Angeles zog, arbeitete er erst als Sachbearbeiter, anschließend als Agent bei International Creative Management (kurz: ICM), einer Agentur für Schauspieler. Er wurde danach von Geschäftsführer der Firma TriStar Pictures, Mike Medavoy, als Führungskraft engagiert. Bei seiner Anstellung stieg Misher schnell auf und betreute einige Filmproduktionen, unter anderem Donnie Brasco von Mike Newell mit Johnny Depp und Al Pacino in den Hauptrollen.
Im Jahr 1996 wechselte Kevin Misher zu Universal Pictures und erhielt im Alter von 33 Jahren, eine Anstellung als Präsident der Produktion. Unter ihm wurden erfolgreiche Filme wie Out of Sight (mit George Clooney und Jennifer Lopez) und Erin Brockovich (mit Julia Roberts) produziert, aber auch erfolgreiche Filmreihenstarts wie Die Mumie, Meine Braut, ihr Vater und ich, The Fast and the Furious und Die Bourne Identität.
Im Jahr 2001 verließ Misher Universal Pictures und gründete seine eigene Filmproduktionsfirma Misher Films. Deren erstes Filmprojekt, The Scorpion King mit Dwayne Johnson, einen Ableger der Filmreihe Die Mumie produzierte.
Im Jahr 2003 produzierte er den Film Welcome to the Jungle mit Dwayne „The Rock“ Johnson und Seann William Scott. Den Politthriller Die Dolmetscherin, mit Nicole Kidman und Sean Penn produzierte er ebenfalls für Universal Pictures.
Misher arbeitete 2009 als Produzent bei den Filmen, Fighting mit Channing Tatum und Terrence Howard der von der Firma Rouge Pictures und den Horrorfilm Fall 39 mit Renée Zellweger von Paramount Pictures veröffentlicht wurde. Public Enemies mit Johnny Depp und Christian Bale von Regisseur Michael Mann wurde am 1. Juli 2009 in den amerikanischen und am 7. August in den deutschen Kinos von Universal Pictures veröffentlicht. Focus Features veröffentlichte die von ihn produzierte Filmkomödie It’s Kind of a Funny Story mit Zach Galifianakis in der Hauptrolle im Jahr 2010.

## Filmografie (Auswahl)
- 2002: The Scorpion King
- 2003: Welcome to the Jungle (The Rundown)
- 2005: Die Dolmetscherin (The Interpreter)
- 2009: Fighting
- 2009: Public Enemies
- 2009: Fall 39 (Case 39)
- 2010: It’s Kind of a Funny Story
- 2012: Kiss the Coach (Playing for Keeps)
- 2013: Carrie
- 2019: Fighting with My Family
- 2019: Der Fall Richard Jewell (Richard Jewell)
- 2019: Miss Bala
- 2021: Der Prinz aus Zamunda 2 (Coming 2 America)
- 2021: Finch
- 2023: You People